# Famille Quirot de Poligny
Pour les articles homonymes, voir Poligny.
La famille Quirot de Poligny, originaire de Bourgogne, est une famille de la noblesse française subsistante, anoblie au XVIIIe siècle. Elle appartient à la noblesse de robe. Trois de ses membres ont occupé des charges de finance sous l'Ancien Régime.

## Patronymie
Six communes françaises s'appellent Poligny et plusieurs familles distinctes ont porté le nom de Poligny dans leur patronyme :   
- la famille de Poligny (originaire du Dauphiné), illustrée par Jacques de Poligny (1545? - 1592),

- la famille de Poligny originaire de Franche-Comté (éteinte en ligne masculine légitime en 1776, dont un branche naturelle s'est éteinte en 1813)
- les marquis de Poligny de la maison de Lévis, éteints en 1734, etc.

La seule famille Poligny admise à l'Association d'entraide de la noblesse française (ANF) est la famille Quirot de Poligny. Distincte de celles mentionnées ci-dessus, elle a possédé le fief de Poligny, à Véronnes, en Bourgogne, dans l'actuel département de la Côte-d'Or.

## Histoire
Régis Valette indique que la famille famille Quirot de Poligny a été anoblie par charge à la Chambre des comptes de Dole tenue de 1722 à 1732.
Arnaud Clément donne aussi les dates de 1722 à 1732.
Henri Jougla de Morenas ne mentionne pas les mêmes dates. Il donne comme principe de noblesse la charge de conseiller-maître en la Chambre des comptes de Dijon en 1749.
Subsistante, la famille Quirot de Poligny a été admise à l'Association d'entraide de la noblesse française (ANF) en 1992.

## Personnalités
- Nicolas Quirot de Poligny (1652-1732) anobli par la charge de greffier en chef en la Chambre des Comptes de Dole qu'il obtient par lettres patentes du 20 novembre 1722[6]. Il meurt en charge en 1732.
- Nicolas Quirot de Poligny (né en 1725), conseiller et maître ordinaire en la chambre des comptes de Bourgogne et de Bresse à Dijon en 1749[7].
- Nicolas Quirot de Poligny (1753-1809), nommé conseiller et maître des comptes au parlement de Bourgogne en 1776[7].
- Serge Quirot de Poligny (14 avril 1903[8] - 23 mars 1983 (à 79 ans)), cinéaste, réalisateur et scénariste.

## Armoiries
Les armoiries de la famille se blasonnent ainsi : D’azur, au chevron d’or, accompagné en pointe d’un pélican sur son aire d’argent, et au chef du même.
Bien que les Quirot de Poligny soient sans lien avec la famille de Poligny d'extraction chevaleresque éteinte en 1813, on peut mentionner ce commentaire de François-Félix Chevalier en 1769 : « La plupart des anciennes familles de Poligny ont eu le chevron pour piéce principale de leur écu à laquelle on ajoûta quelques autres piéces parlantes ». Les armes de la famille de Poligny éteinte en 1813 contiennent un chevron d'argent (De gueules, au chevron d'argent) et celles de la famille Quirot de Poligny un chevron d'or.